# 海伊街

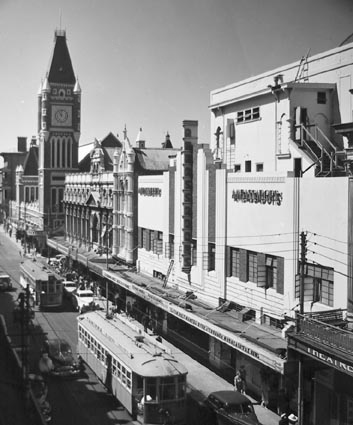
1949年珀斯電車在海伊街運行珀斯市政廳在左邊。

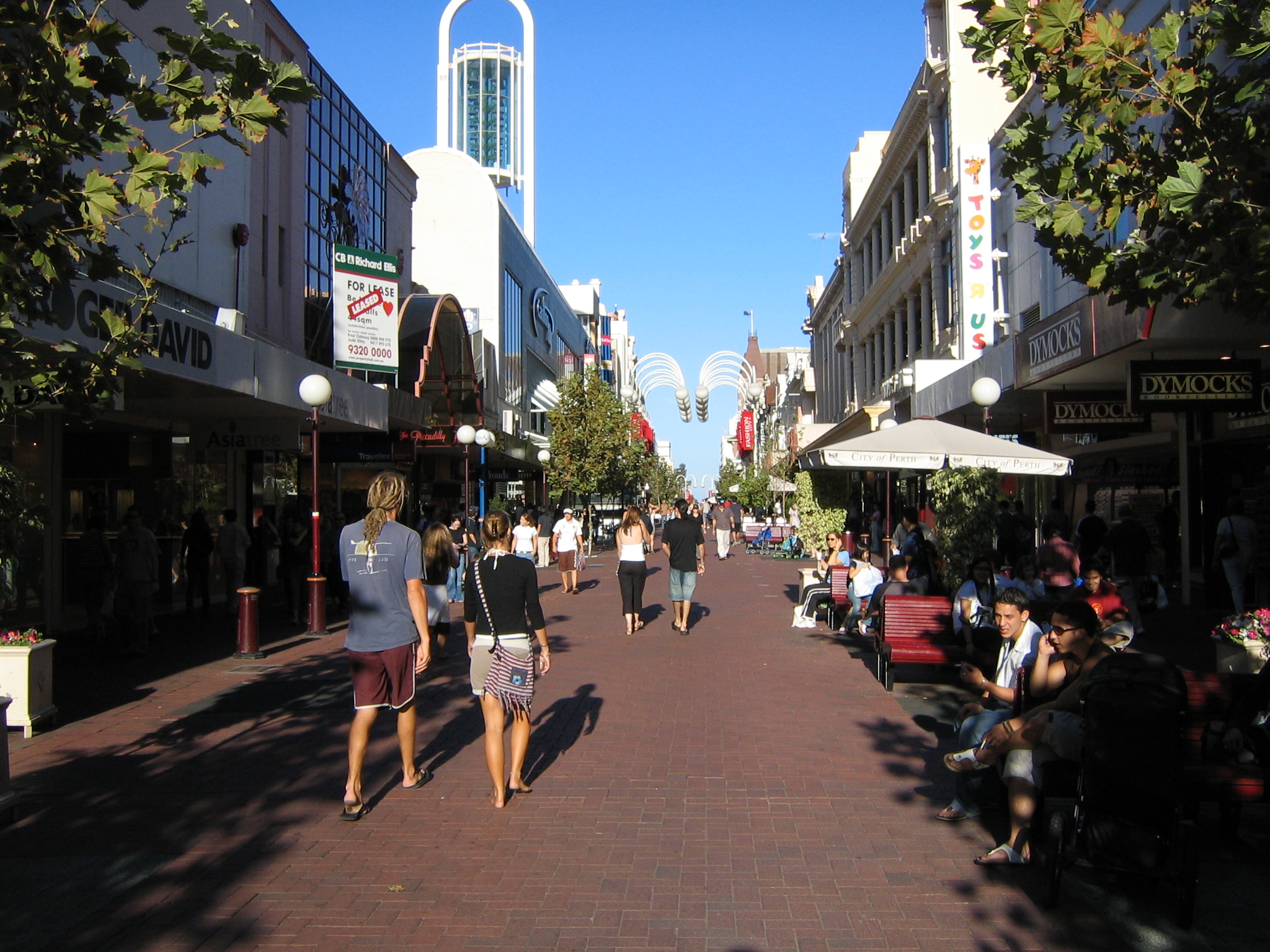
right海伊街之間的一段巴拉克街和威廉街現在是一個步行街。

海伊街 是通過珀斯的中心商業區，西澳大利亞州和鄰近郊區的一條主要公路。這條街是殖民地副國務秘書羅伯特·威廉而得名。

## 建築
許多建築都沿著道路：
- Gledden大廈
- 馬加斯提劇院
- 倫敦閣
- 墨爾本酒店
- 珀斯市政廳
- 皮卡迪利劇院和商場
- 廣場劇院（珀斯）
- QV.1
- Regal劇院
- 聖喬治音樂廳，珀斯
- 沃爾什大廈